# Marattia laxa
Marattia laxa är en kärlväxtart som beskrevs av Kze. Marattia laxa ingår i släktet Marattia och familjen Marattiaceae. Inga underarter finns listade i Catalogue of Life.